# Џејмсбург (Њу Џерзи)
Џејмсбург (енгл. Jamesburg) град је у америчкој савезној држави Њу Џерзи.

## Демографија
По попису из 2010. године број становника је 5.915, што је 110 (-1,8%) становника мање него 2000. године.
| Група             | 2000.         | 2010.         |
| Белци             | 4.664 (77,4%) | 3.717 (62,8%) |
| Афроамериканци    | 532 (8,8%)    | 523 (8,8%)    |
| Азијати           | 134 (2,2%)    | 268 (4,5%)    |
| Хиспаноамериканци | 606 (10,1%)   | 1.324 (22,4%) |
| Укупно            | 6.025         | 5.915         |